# Henry de Lumley

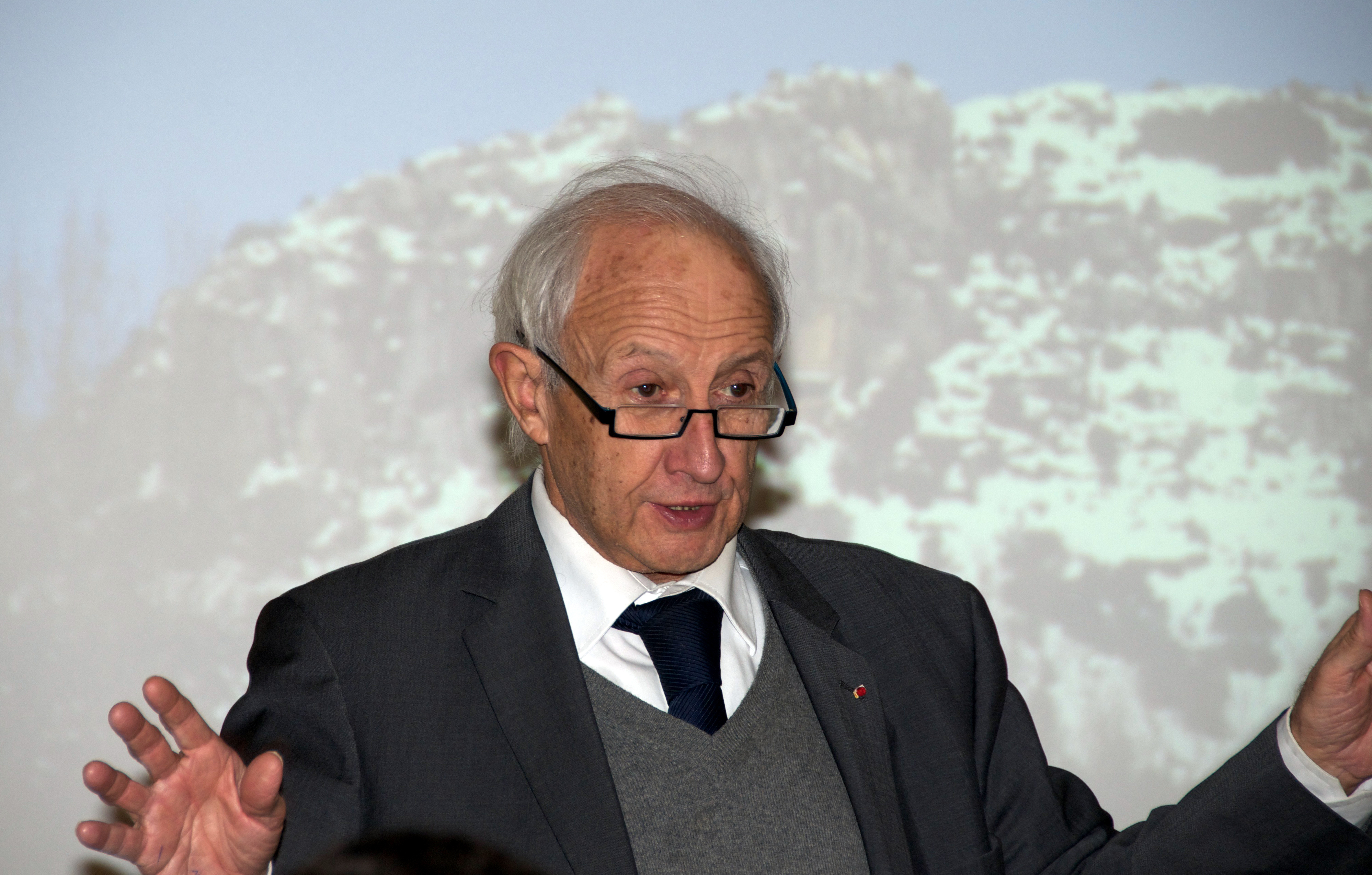
Henry de Lumley (2012)

Henry de Lumley-Woodyear (* 14. August 1934 in Marseille) ist ein französischer Paläoanthropologe. International bekannt wurde er, nachdem unter seiner Leitung in der Höhle von Arago nahe Tautavel zahlreiche Fossilien von rund 450.000 Jahre alten Individuen des Homo erectus entdeckt wurden, die so genannten hommes de Tautavel („Menschen von Tautavel“). Ferner war er u. a. an der Erforschung der Petroglyphen im Vallée des Merveilles und der Grotte du Lazaret bei Nizza beteiligt. Er ist Präsident des Centre Européen de Recherches Préhistoriques in Tautavel.

## Leben und Wirken
Henry de Lumley studierte zunächst Naturwissenschaften in Marseille-Saint Charles und danach Archäologie in Paris, wo er 1965 zum Doktor der Naturwissenschaften promoviert wurde. Danach ging er zurück nach Marseille an ein Institut des Centre national de la recherche scientifique; 1977 wurde er dort zu einem der directeurs de recherche ernannt. Ab 1980 war Henry de Lumley Leiter des Laboratoire de préhistoire am Muséum national d’histoire naturelle und von 1994 bis zu seiner Pensionierung im Jahr 1999 auch Direktor des Museums. Zeitweise leitete er ferner eine Arbeitsgruppe für Quartär-Paläontologie an der Université de Provence. Neben den Ausgrabungen in Tautavel forschte er in Italien, Spanien (Abric Romaní in Katalonien), Griechenland, Indien, Indonesien, Brasilien und Äthiopien (Region Fejej, Provinz Süd-Omo).
Seit 1999 ist de Lumley Mitglied der Section des Sciences de l'univers in der Académie des sciences und Mitglied der Académie des Inscriptions et Belles-Lettres  des Institut de France. Ausgezeichnet wurde er ferner mit den Titeln Großoffizier der Ehrenlegion, Commandeur de l'Ordre national du Mérite sowie Chevalier des Arts et Lettres.
Marie-Antoinette de Lumley, die Ehefrau von Henry de Lumley, ist Physikerin und Anthropologin und beteiligt an der Erforschung der homininen Funde von Dmanisi.

## Schriften (Auswahl)
- mit Lucien Clergue u. a.: Fascinant Mont Bego. Edisud, 2002, ISBN 2-7449-0346-9.
- L'Homme premier. Préhistoire, évolution, culture. Odile Jacob, 1998, ISBN 2-7028-1233-3.
- La Grande Histoire des premiers hommes européens. Odile Jacob, 2007, ISBN 978-2-7381-1918-6.

## Belege
1. ↑  John Templeton Foundation (Memento vom 19. Februar 2010 im Internet Archive): Kurzbiografie, Stand: 20. April 2007
2. ↑  L'Académie des Inscriptions et Belles-Lettres
3. ↑  academie-sciences.fr: Henry de Lumley

| Personendaten    | Personendaten                                  |
| ---------------- | ---------------------------------------------- |
| NAME             | Lumley, Henry de                               |
| ALTERNATIVNAMEN  | Lumley-Woodyear, Henry de (vollständiger Name) |
| KURZBESCHREIBUNG | französischer Paläoanthropologe                |
| GEBURTSDATUM     | 14. August 1934                                |
| GEBURTSORT       | Marseille                                      |